# Ахалсопелі (Хелвачаурі)
Ахалсопелі (груз. ახალსოფელი) — село в Грузії.
За даними перепису населення 2014 року в селі проживає 2241 особа.